# Liste der größten in die Ostsee mündenden Flüsse
Die Liste der größten in die Ostsee mündenden Flüsse listet die größten in die Ostsee bzw. den Finnischen oder Bottnischen Meerbusen entwässernden Flüsse auf.
| Liste der größten in die Ostsee mündenden Flüsse | Liste der größten in die Ostsee mündenden Flüsse | Liste der größten in die Ostsee mündenden Flüsse | Liste der größten in die Ostsee mündenden Flüsse | Liste der größten in die Ostsee mündenden Flüsse | Liste der größten in die Ostsee mündenden Flüsse                       |
| Name                                             | Mittlerer Abfluss                                | Länge                                            | Einzugsgebiet                                    | Staaten                                          | Flussweg                                                               |
| ------------------------------------------------ | ------------------------------------------------ | ------------------------------------------------ | ------------------------------------------------ | ------------------------------------------------ | ---------------------------------------------------------------------- |
| Trave                                            |                                                  | 114 km                                           | 2.665 km²                                        | Deutschland                                      |                                                                        |
| Warnow                                           | 5 m³/s                                           | 155 km                                           | 3.324 km²                                        | Deutschland                                      |                                                                        |
| Ryck                                             |                                                  | 31 km                                            | 234 km²                                          | Deutschland                                      | → Greifswalder Bodden                                                  |
| Peene                                            | 22 m³/s                                          | 138 km                                           | 5.110 km²                                        | Deutschland                                      |                                                                        |
| Oder (Odra)                                      | 1.180 m³/s                                       | 866 km                                           | 122.512 km²                                      | Deutschland, Polen, Tschechien                   | → Stettiner Haff                                                       |
| Weichsel (Wisła)                                 | 1.080 m³/s                                       | 1.048 km                                         | 194.424 km²                                      | Polen                                            |                                                                        |
| Pregel (Pregolja)                                | 90 m³/s                                          | 123 km                                           | 15.500 km²                                       | Russland (russische Exklave Kaliningrad)         |                                                                        |
| Deime (Deima)                                    |                                                  | 37 km                                            |                                                  | Russland (russische Exklave Kaliningrad)         | Abzweigung vom Pregel in Gwardeisk (Tapiau) → Kurisches Haff           |
| Memel (Njemen)                                   | 678 m³/s                                         | 937 km                                           | 98.200 km²                                       | Belarus, Litauen                                 |                                                                        |
| Venta (Windau)                                   | 95 m³/s                                          | 346 km                                           | 11.800 km²                                       | Litauen, Lettland                                |                                                                        |
| Kurländische Aa (Lielupe)                        | 63 m³/s                                          | 119 km                                           | 17.600 km²                                       | Lettland                                         |                                                                        |
| Düna (Sapadnaja Dwina)                           |                                                  | 1.005 km (nach anderer Berechnungsart 1.020 km)  | 87.900 km²                                       | Russland, Belarus, Lettland                      |                                                                        |
| Gauja (Livländische Aa)                          | 71 m³/s                                          | 452 km                                           | 9.080 km²                                        | Lettland, Estland                                |                                                                        |
| Pärnu (Pärnu jõgi)                               | 48 m³/s                                          | 144 km                                           | 6.910 km²                                        | Estland                                          |                                                                        |
| Narva (Narwa)                                    | 415 m³/s                                         | 77 km                                            | 56.200 km²                                       | Estland, Russland                                |                                                                        |
| Luga                                             | 93 m³/s                                          | 353 km                                           | 13.200 km²                                       | Russland                                         | → Finnischer Meerbusen                                                 |
| Newa                                             | 2.500 m³/s                                       | 74 km                                            | 281.000 km²                                      | Russland                                         | → Ladogasee → Newabucht                                                |
| Oulujoki                                         | 250 m³/s                                         | 107 km                                           | 22.841 km²                                       | Finnland                                         | → Oulujärvi (Oulusee)                                                  |
| Kymijoki                                         | 282 m³/s                                         | 180 km (nach anderer Berechnungsart 203 km)      | 37.159 km²                                       | Finnland                                         | → Päijänne → Ruotsalainen Konnivesi → Pyhäjärvi → Finnischer Meerbusen |
| Torne älv                                        | 388 m³/s                                         | 520 km (nominell) 631 km (hydrologisch)          | 40.131 km²                                       | Finnland, Schweden                               | → Torneträsk                                                           |
| Lule älv                                         | 532 m³/s                                         | 461 km                                           | 25.240 km²                                       | Schweden                                         | → Bottnischer Meerbusen                                                |
| Ume älv                                          | 435 m³/s                                         | 470 km                                           | 26.815 km²                                       | Schweden                                         | → Bottnischer Meerbusen                                                |
| Indalsälven                                      | 460 m³/s                                         | 430 km                                           | 26.726 km²                                       | Schweden                                         | → Bottnischer Meerbusen                                                |
| Ångermanälven                                    | 485 m³/s                                         | 490 km                                           | 31.864 km²                                       | Schweden                                         | → Bottnischer Meerbusen                                                |
| Dalälven                                         | 379 m³/s                                         | 250 km                                           | 28.954 km²                                       | Schweden                                         | → Bottnischer Meerbusen                                                |
| Indalsälven                                      | 460 m³/s                                         | 430 km                                           | 26.726 km²                                       | Schweden                                         | → Bottnischer Meerbusen                                                |